# Герман, Алексей Юрьевич
Алексе́й Ю́рьевич (Гео́ргиевич) Ге́рман (20 июля 1938 — 21 февраля 2013) — советский и российский кинорежиссёр, сценарист, продюсер и киноактёр; народный артист Российской Федерации (1994). 
Творческий подход и метод съемок обеспечили режиссёру репутацию перфекциониста и самого «полочного» советского режиссёра, его первый самостоятельный фильм «Проверка на дорогах», снятый в 1971 году, вышел в прокат лишь через пятнадцать лет.

## Биография
Родился 20 июля 1938 года в Ленинграде. Сын писателя Юрия (Георгия) Германа и Татьяны Александровны Риттенберг.
В 1960 году окончил режиссёрский факультет Ленинградского государственного института театра, музыки и кинематографии (ЛГИТМиК) (мастерская Григория Козинцева, руководитель курса Александр Музиль).
В 1960–1961 годах работал в Смоленском драматическом театре, в 1961—1964 годах — в Ленинградском Большом драматическом театре.
С 1964 года — второй режиссёр киностудии «Ленфильм». В качестве постановщика впервые выступил в фильме «Седьмой спутник», снятом в 1967 году совместно с Григорием Ароновым по повести Бориса Лавренёва. В 1971 году поставил свой первый самостоятельный фильм «Проверка на дорогах» по сценарию Эдуарда Володарского и на основе произведений своего отца. Этот фильм обвинили в антисоветской агитации и в дегероизации партизанского движения. В результате он пролежал на полке 15 лет и вышел на экран только во время перестройки.
В профессии Алексей Герман остался благодаря помощи Георгия Товстоногова, Григория Козинцева, а также Константина Симонова, предложившего ему экранизировать его повесть «Двадцать дней без войны». Этот фильм вышел на экраны в 1977 году.
В 1979 году Герман приступил к работе над фильмом «Начальник опергруппы» по одноименной повести своего отца. На экран фильм вышел в 1984 году под названием «Мой друг Иван Лапшин».
В 1985 году Герман избран секретарём Союза кинематографистов СССР.
В 1990 году организовал киностудию «СПиЭФ» (Студия первого и экспериментального фильма) и до своей смерти в 2013 был её художественным руководителем.
В 1999—2000 годах Герман совместно с супругой Светланой Кармалитой вёл мастерскую режиссёров игрового кино на Высших курсах сценаристов и режиссёров. Среди выпускников этой мастерской Эдгар Бартенев, И. Болотников, Ольга Дыховичная, Алексей Мурадов, Р. Салахутдинов, Мирбала Салимов, С. Тютин.
В апреле 2000 года подписал письмо в поддержку политики недавно избранного президента России Владимира Путина в Чечне.
С 2010 года — президент Санкт-Петербургского международного кинофорума.

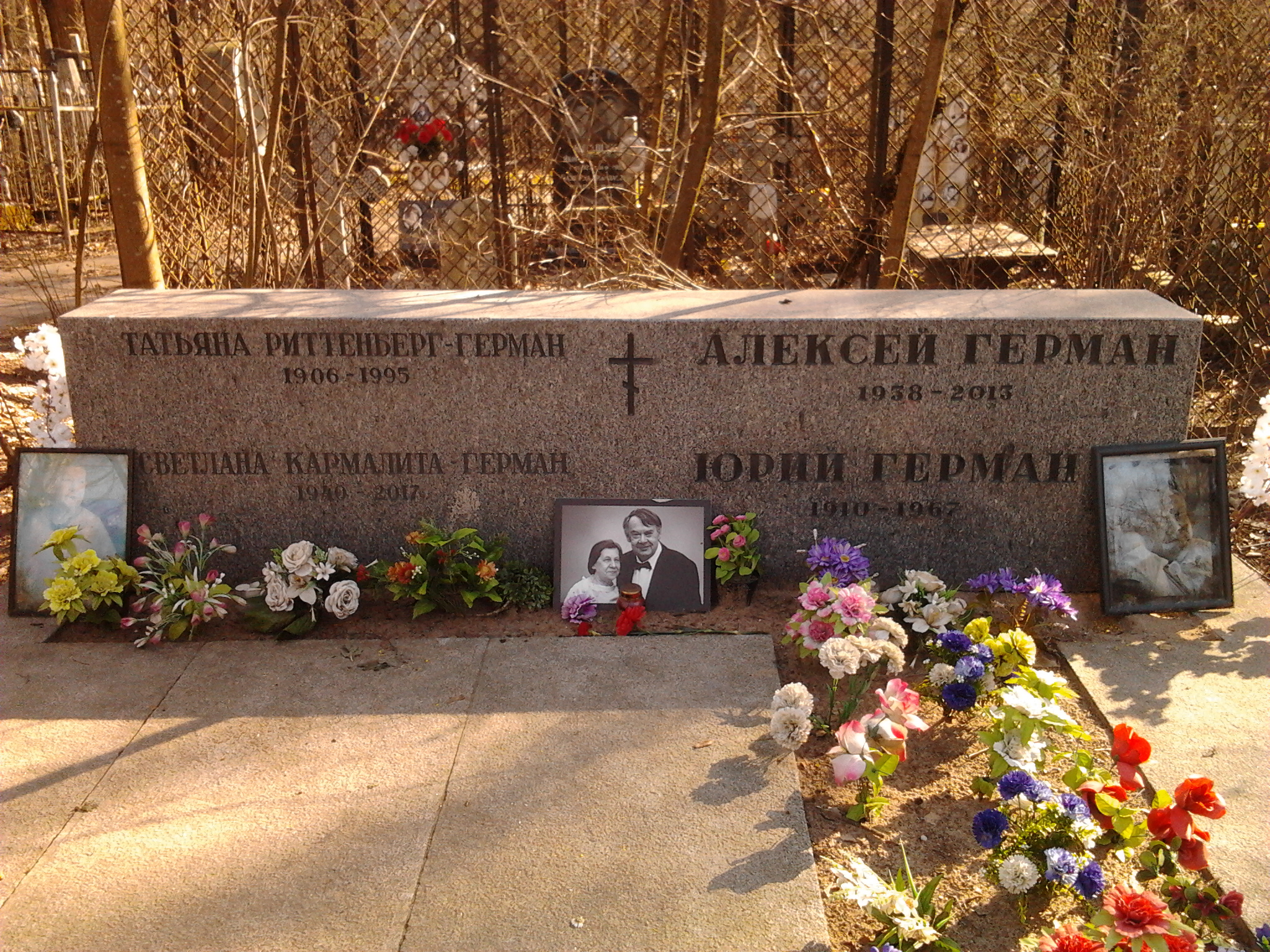
Надгробие А. Ю. Германа на Богословском кладбище Санкт-Петербурга.

Алексей Герман скончался 21 февраля 2013 года на 75-м году жизни в клинике Военно-медицинской академии Санкт-Петербурга от почечной недостаточности; похоронен 24 февраля на Богословском кладбище Санкт-Петербурга рядом с родителями.
Осенью 2013 года посмертно удостоен премии Римского кинофестиваля «Золотая Капитолийская волчица» за вклад в киноискусство (Lifetime Achievement Award). Церемония вручения состоялась в Риме 13 ноября в рамках мировой премьеры последнего фильма Германа «Трудно быть богом», награду приняли вдова режиссёра Светлана Кармалита и его сын Алексей Герман-младший. Организаторы смотра отметили, что впервые в истории европейских фестивалей было принято решение присудить подобную награду ушедшему из жизни кинематографисту. Организаторы более известного Каннского кинофестиваля просили у семьи Германов разрешение на включение фильма в основной конкурс, но получили отказ.

## Семья
Материнская линия:
- Прадед — присяжный поверенный, меценат петербургской еврейской общины, действительный статский советник Гавриил Андреевич Тиктин[17]. Другой прадед Владимир Азриелевич Ритенберг и его брат Арон Азриелевич Ритенберг (1867—?) владели петербургским торговым домом по продаже сукна, меховой обуви и мануфактуры, основателем которого был ковенский купец первой гильдии Азриель Давидович Ритенберг[18].
- Дед — присяжный поверенный и судебный стряпчий, надворный советник Александр Владимирович Ритенберг.
- Бабушка — Юлия Гавриловна Тиктина.
- Мать — Татьяна Александровна Риттенберг (1904—1995).
- Сестра — Марина Николаевна Коварская (род. 1931), дочь Николая Ароновича Коварского и Татьяны Александровны Риттенберг.

Отцовская линия:
- Дед — Павел Николаевич Герман, штабс-капитан.
- Бабушка — Надежда Константиновна Игнатьева, сестра милосердия, генеральская дочь.
- Отец — Юрий Павлович Герман (1910—1967), писатель.
- Брат (единокровный) — Михаил Юрьевич Герман (1933—2018), историк искусства, доктор искусствоведения, профессор.

Жена — Светлана Игоревна Кармалита (1940—2017), сценарист.
- Сын — Алексей Герман-младший  (род. 1976), российский кинорежиссёр, сценарист.

## Фильмография
| 1967 | Седьмой спутник                  | зелёная ✓ |           |           |                      |
| 1971 | Проверка на дорогах              | зелёная ✓ |           |           |                      |
| 1976 | Двадцать дней без войны          | зелёная ✓ |           |           |                      |
| 1977 | Садись рядом, Мишка!             |           | зелёная ✓ |           |                      |
| 1980 | Рафферти                         |           |           | зелёная ✓ | журналист            |
| 1980 | Сергей Иванович уходит на пенсию |           |           | зелёная ✓ | Николай Дмитриевич   |
| 1981 | Личная жизнь директора           |           |           | зелёная ✓ | Константин Мустафиди |
| 1981 | Путешествие в Кавказские горы    |           | зелёная ✓ |           |                      |
| 1983 | Торпедоносцы                     |           | зелёная ✓ |           |                      |
| 1984 | Мой друг Иван Лапшин             | зелёная ✓ | зелёная ✓ |           |                      |
| 1985 | Жил отважный капитан             |           | зелёная ✓ |           |                      |
| 1986 | Сказание о храбром Хочбаре       |           | зелёная ✓ |           |                      |
| 1987 | Мой боевой расчёт                |           | зелёная ✓ |           |                      |
| 1990 | Канувшее время                   |           |           | зелёная ✓ | Лесных               |
| 1991 | Тень завоевателя (Гибель Отрара) |           | зелёная ✓ |           |                      |
| 1994 | Замок                            |           |           | зелёная ✓ | Кламм                |
| 1995 | Прибытие поезда / Трофимъ        |           |           | зелёная ✓ |                      |
| 1996 | Мания Жизели                     |           |           | зелёная ✓ | врач                 |
| 1998 | Хрусталёв, машину!               | зелёная ✓ | зелёная ✓ |           |                      |
| 2013 | Трудно быть богом                | зелёная ✓ | зелёная ✓ |           |                      |

### Участие в документальных фильмах и документальные фильмы о творчестве
| Год       | Фильм                                                              |      |                      |
| --------- | ------------------------------------------------------------------ | ---- | -------------------- |
| Год       | Фильм                                                              | 1991 | Кино сохраняет время |
| 1991      | Андрей                                                             |      |                      |
| 1994      | Дьявольский водевиль                                               |      |                      |
| 1996      | Сергей Эйзенштейн. Автобиография                                   |      |                      |
| 1998      | Холодная война (серия 14)                                          |      |                      |
| 1998      | Чтобы помнили (выпуск 48)                                          |      |                      |
| 2003—2012 | У Германа сегодня 122 на 85                                        |      |                      |
| 2003      | Алексей Герман. Львиное Сердце                                     |      |                      |
| 2005      | Герман, сын Германа                                                |      |                      |
| 2005      | Другой Миронов                                                     |      |                      |
| 2008      | Владимир Высоцкий. Я приду по ваши души!                           |      |                      |
| 2008      | Германология                                                       |      |                      |
| 2008      | Демиург                                                            |      |                      |
| 2008      | Трудно быть Германом                                               |      |                      |
| 2008      | Алексей Герман. Правда 24 кадра в секунду                          |      |                      |
| 2008      | Алексей Герман. Трудности перевода                                 |      |                      |
| 2010      | Больше, чем любовь: Герман и Кармалита                             |      |                      |
| 2011      | Мой друг Андрей Болтнев                                            |      |                      |
| 2011      | История киноначальников, или Строители и перестройщики (серии 6—8) |      |                      |
| 2012      | Трудно быть Богом                                                  |      |                      |

## Признание и награды

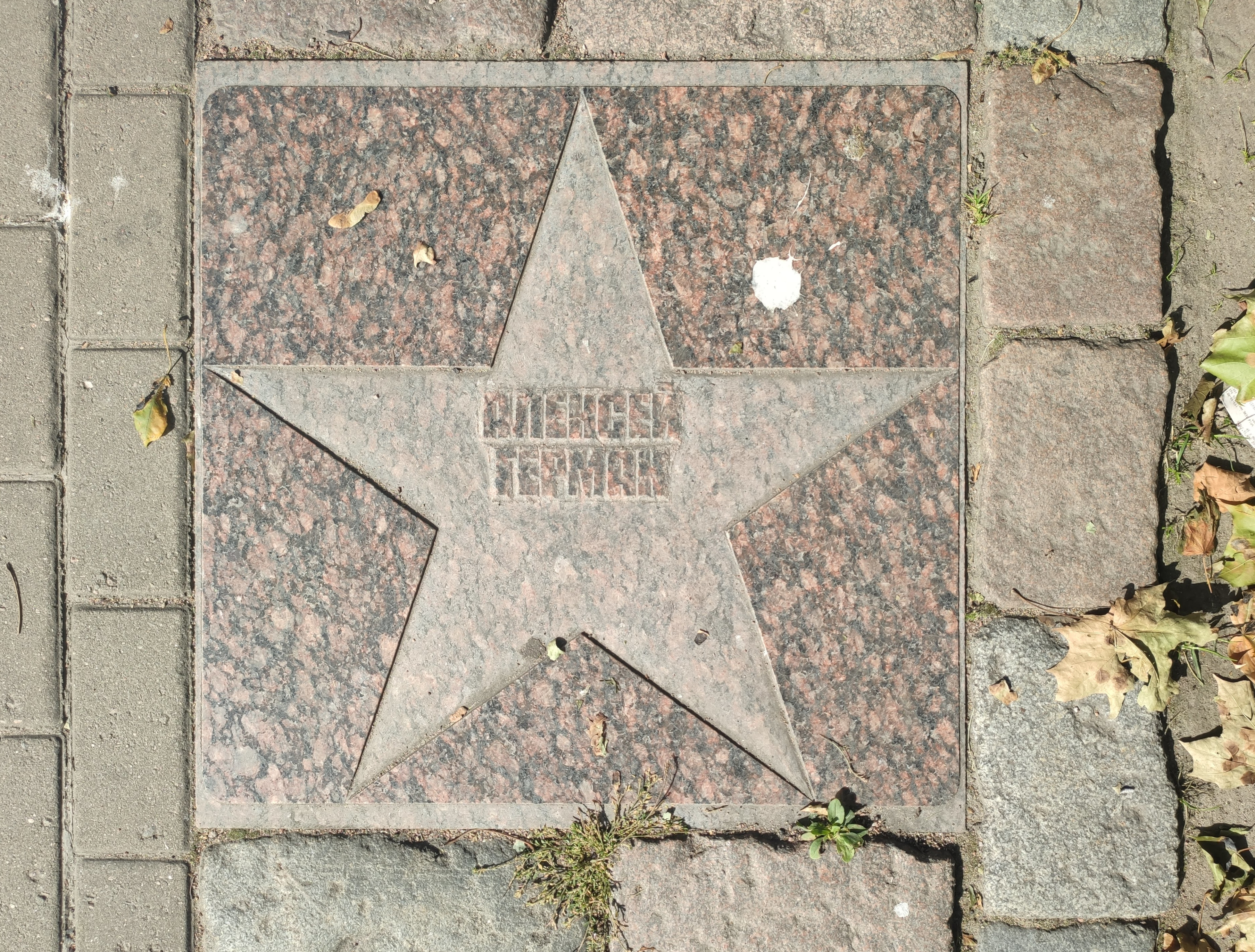
Звезда Алексея Германа на Аллее актёрской славы в Выборге

- За фильм «Двадцать дней без войны»
  - премия Жоржа Садуля (Франция) — 1977
- За фильм «Мой друг Иван Лапшин»
  - Приз жюри «Бронзовый леопард» и приз Э. Артариа на Международном кинофестивале Локарно-1986
  - Государственная премия РСФСР имени братьев Васильевых — 1986
- За фильм «Проверка на дорогах»
  - Государственная премия СССР — 1988
- Лауреат премии критики на Международном кинофестивале в Роттердаме-1987 за фильмы: «Проверка на дорогах», «Двадцать дней без войны», «Мой друг Иван Лапшин»
- За фильм «Хрусталёв, машину!»
  - Фильм участвовал в конкурсе Каннского кинофестиваля (1998)
  - Лауреат премии Высоцкого «Своя колея» — 1999
  - Лауреат почётной бельгийской кинематографической премии «Золотой век» — 1999
  - Призы «Ника» за 1999 год в номинациях: лучший игровой фильм, лучшая режиссёрская работа
  - Национальные премии Гильдии киноведов и кинокритики «Золотой Овен» за 1999 год в категориях: лучший фильм, лучшая режиссёрская работа
- Народный артист Российской Федерации (11 января 1994 года) — за большие заслуги в области киноискусства[3]
- Заслуженный деятель искусств РСФСР (1988)
- приз «Золотой овен» в номинации «Человек кинематографического года» («За создание уникальной студии, интуицию и настойчивость») — 1992
- премия «Триумф» — 1998
- премия имени Сергея Довлатова — 1998
- Царскосельская художественная премия (2003)
- Орден «За заслуги перед Отечеством» IV степени (20 июля 1998 года) — за большой личный вклад в развитие киноискусства[22]
- Премия Президента Российской Федерации в области литературы и искусства 2000 года (25 апреля 2001 года)[23]
- Орден Почёта (30 июля 2008 года) — за большой вклад в развитие отечественного кинематографа и многолетнюю творческую деятельность[24]
- Почётный знак отличия «За заслуги перед Санкт-Петербургом» (2008)[25]
- Царскосельская художественная премия (2012)
- «Золотой кентавр» за вклад в мировой кинематограф (2012) — высшая награда фестиваля «Послание к человеку»[26]
- «Золотая Капитолийская волчица» за вклад в киноискусство (2013)
- Премия «Ника» за 2015 год (посмертно) — за лучший фильм года и за лучшую режиссуру («Трудно быть богом»)
- Международная премия «Балтийская звезда» в номинации «Память» (2015, посмертно)[27]

## Память
- 6 марта 2013 года Российская академия кинематографических искусств приняла решение присвоить призу «За выдающийся вклад в отечественный кинематограф» имя Алексея Германа.
- В телесериале 2015 года «Людмила Гурченко» роль режиссёра исполнил актёр Игорь Марычев.